# Chalcopasta ornata
Chalcopasta ornata är en fjärilsart som beskrevs av Ottolengui 1898. Chalcopasta ornata ingår i släktet Chalcopasta och familjen nattflyn. Inga underarter finns listade i Catalogue of Life.